# 塔占站
塔占站（越南语：／*/?）是越南寧順省潘郎-塔占市的一个铁路车站，也是南北鐵路和大塔鐵路上的重要车站之一。

## 参看
- 越南铁路运输